# Gonçal Lloveras i Vallès
Gonçal Lloveras i Vallès (Barcelona 1926 - 17 d'octubre de 2003) fou un metge i escriptor català, especialista en endocrinologia.

## Biografia
Fill de metge, es graduà en medicina a la Universitat de Barcelona el 1951. Després fou especialista en endocrinologia i nutrició a l'Hospital de Sant Pau i professor associat de la Universitat Autònoma de Barcelona. Fou fundador de la Institució Cultural del Centre d'Influència Catòlica. Va treballar en alguns programes de la ràdio on promovia la dieta mediterrània. Fou membre del jurat del premi de La Lletra d'Or. Va treballar en la Conselleria de Sanitat de la Generalitat de Catalunya, fou membre del Consell Assessor de Diabetis, president del Programa d'Alimentació i Nutrició i directiu del Futbol Club Barcelona (1969-1977) sota la presidència d'Agustí Montal i Costa.
Entre 1991 i 1995 va ser president de l'Acadèmia de Ciències Mèdiques de Catalunya i Balears. També ha estat membre del Consell Social de la Universitat Pompeu Fabra. El 1994 va rebre la Creu de Sant Jordi i el 2000 la Medalla Josep Trueta.

## Obres
- Mals pensaments a favor de l'home (1962)
- Agustí Pedro i Pons (1964).
- Manual de Obesidad (1981)
- Diabetis (1992)
- Menjar: salut i plaer (2000)